# Helmut Schäfer (Gewichtheber)
Helmut Schäfer (* 22. Oktober 1908 in Stuttgart; † 30. Juli 1994 in Schönaich) war ein deutscher Gewichtheber.

## Werdegang
Er trat bereits Im Alter von sieben Jahren dem Kraftsportverein 1895 Stuttgart bei und betrieb dort Kunstkraftsport, Ringen, Gewichtheben und Rasenkraftsport. Seine größten Erfolge hatte er schon bald im Gewichtheben zu verzeichnen, auf das er sich dann spezialisierte. Er wurde deutscher Meister und gewann Medaillen bei Europameisterschaften. Seine Spezialdisziplin war das beidarmige Stoßen, in der er zwei Weltrekorde aufstellte. Ab 1935 baute er die Gewichtheberabteilung des TSV Georgii-Allianz Stuttgart auf, wo er sich nach Beendigung seiner aktiven Laufbahn erfolgreich als Trainer der Gewichtheber-Jugend betätigte. Nach dem Zweiten Weltkrieg trainierte er auch die Kunstkraftsportler, wobei er eine Gruppe sogar bis zum deutschen Meistertitel führte. Auch der spätere Senioren-Rekordweltmeister Georg Schall wurde von Schäfer trainiert. Daneben wirkte er als Kampfrichter und als Funktionär in verschiedensten Stellungen im deutschen Schwerathletik- und Kunstkraftsportverband.
Schäfer nahm an den Olympischen Spielen 1932 in Los Angeles teil und belegte dort den vierten Platz im Federgewicht. Eine Meniskusverletzung verhinderte seine Teilnahme an den Olympischen Spielen 1936.
Auf beruflichem Sektor baute sich der gelernte Kfz.-Mechaniker ein Taxiunternehmen auf.

### Internationale Erfolge
(OS = Olympische Spiele, EM = Europameisterschaft, OD = olympischer Dreikampf, bestehend aus beidarmigen Drücken, Reißen und Stoßen, FK = Fünfkampf, bestehend aus OD + einarmigem Reißen und Stoßen, Fe = Federgewicht)
- 1929, 3. Platz, EM in Wien, OD, Fe, mit 252,5 kg, hinter Franz Andrysek, Österreich, 275 kg und Rudolf Troppert, Österreich, 260 kg;
- 1930, 6. Platz, EM in München, OD, Fe, mit 260 kg, Sieger: Eugen Mühlberger, Deutschland, 280 kg vor Hans Wölpert, Deutschland, 280 kg;
- 1932, 4. Platz, OS in Los Angeles, OD, Fe, mit 272,5 kg, hinter Raymond Suvigny, Frankreich, 287,5 kg, Hans Wölpert, Deutschland, 282,5 kg und Anthony Terlazzo, USA, 280 kg;
- 1933, 3. Platz, EM in Essen, FK, Fe, mit 397,5 kg, hinter Wölpert, 420 kg und Mühlberger, 410 kg

### Deutsche Meisterschaften
- 1929, 2. Platz in Villingen, FK, Fe, mit 395 kg, hinter Mühlberger, 405 kg und vor Josef Wagner, Stuttgart, 350 kg;
- 1930, 3. Platz in Breslau, OD, Fe, mit 277,5 kg, hinter Wölpert, 287,5 kg und Troppert, Wien, 277,5 kg;
- 1931, 1. Platz in Schonungen, OD, Fe, mit 272,5 kg, vor Mühlberger, 272,5 kg;
- 1933, 2. Platz in Untertürkheim, FK, Fe, mit 407,5 kg, hinter Wölpert, 417,5 kg und vor Mühlberger, 405 kg;
- 1935, 2. Platz in Berlin, OD, Fe, mit 285 kg, hinter Max Walter, Saarbrücken, 285 kg und vor Georg Liebsch, Düsseldorf, 282,5 kg;
- 1937, 3. Platz in Düsseldorf, OD, Fe, mit 282,5 kg, hinter Liebsch, 295 kg und Walter, 287,5 kg

### Weltrekorde
im beidarmigen Stoßen:
- 123 kg, 1932 in Stuttgart, Fe,
- 125 kg, 1935 in Ebersbach